# Стадион Ромел Фернандез
Стадион Ромел Фернандез (шп. Estadio Rommel Fernández) је вишенаменски стадион у граду Панами, Панама. Стадион је добио име по панамској фудбалској звезди Ромелу Фернандезу, вишенаменски је стадион који се налази у Панама Ситију. Користи се за различите спортове, али углавном за играње фудбалских утакмица. Свечано је отворен 6. фебруара 1970. Дизајниран је да прими XI Централноамеричке и Карипске игре за 1970. годину. Даљњим реформама, стадион је успео да достигне тренутни капацитет од 32.000 гледалаца који сви иају седећа места, сада највећи стадион у Панами. То је део Спортс сити Ирвинг Саладина.

## Историја

### Рана историја
Дана 4. априла 1976. године, је обележило деби за репрезентацију Панаме да би се пласирала на Светско првенство у фудбалу 1978. у Аргентини. На стадиону Револуцион су играли против Костарике и победили са  3 : 2, уз 2 гола Агустина Санчеза и један Луиса Тапије. Најупечатљивији меч АНАПРОФ-а био је финални меч одигран на стадиону 1996. године када је више од 25.000 навијача присуствовало победи ФК Сан Франциска над ФК Плаза Амадор.
Првобитни назив стадиона је био Естадио Револусион („Стадион Револуције“), али је 1993. променио име у Естадио Ромел Фернандез у част Ромела Фернандеза Гутијереза, панамског фудбалера који је погинуо у саобраћајној несрећи у граду Албасете, Шпанија, 6. маја те године. Тада је стадион имао капацитет од 22.000 гледалаца. 
Стадион често користи ЛПФ (Liga Panameña de Futbol).

### Недавна историја
Стадион је 2009. године потпуно реновиран, потпуно је промењен облик и фасада, постављено је више седишта по целом стадиону, као и нови џиновски екран и нова атлетска стаза, а потпуно је климатизован савременом опремом. Био је то врх за XI Централноамеричке спортске игре 2010, на којима је стадион поново отворен на церемонији отварања ових игара. То је један од стадиона који је домаћин више мулти-спортских догађаја у региону Централне Америке.

## Интернационалне фудбалске утакмице
| Датум               | Такмичење   | Репрезентација | Рез   | Репрезентација | Гледалаца |
| ------------------- | ----------- | -------------- | ----- | -------------- | --------- |
| 11. септембар 2018. | Пријатељска | Панама         | 0 : 2 | Венецуела      | 20.000    |